# Paedobisium
Paedobisium es un género de pseudoscorpiones de la familia Neobisiidae.  Se distribuye por el Sur de Europa en Francia y Rumanía.

## Especies
Según Pseudoscorpions of the World 1.2::
- Paedobisium minutum Beier, 1939
- Paedobisium modlavicum Cîrdei, Bulimar & Malcoci, 1967

## Publicación original
- Beier, 1939: Die Pseudoscorpioniden-Fauna der iberischen Halbinsel. Zoologische Jahrbücher, Abteilung für Systematik, Ökologie und Geographie der Tiere, vol.72, p.157-202.